# Клибанов, Яаков
Яаков Клибанов (ивр. יעקב קליבנוב‎; род. 20 декабря 1887 года, Холопеничи, Минская губерния, Российская империя — 4 ноября 1966 года, Хайфа, Израиль) — израильский юрист и политик, депутат кнессета первых трех созывов от Партии общих сионистов.

## Биография
Родился 20 декабря 1887 года в местечке Холопеничи, Минской губернии, Российской империи (ныне Крупский район, Белоруссия). Его отец — Рувин Янкелевич Клибанов, был меламедом и сионистским активистом; мать — Геня-Рейзя Айзиковна Клибанова (в девичестве Лифшиц). У него были брат Ерухем, сёстры Этя и Ривка. Получил традиционное образование, до 12 лет учился в хедере, а затем поступил в среднюю школу в Ромнах.
В период с 1905 по 1910 год Клибанов был одним из лидеров молодежной сионистской организации «Ха-тхия» (ивр. התחייה‎ — Возрождение).
В 1906 году Клибанов поступил на юридический факультет Санкт-Петербургского государственного университета, окончив его в 1912 году. Затем Клибанов отправился изучать юридические науки в Германию и Швейцарию, где пробыл вплоть до начала Первой мировой войны (1914).
В 1913 году Яаков Клибанов впервые принял участие в сионистском конгрессе, который проходил в Вене. С того же года он служил секретарем сионистской организации Российской империи. Занимался адвокатской практикой.
В 1918 году он женился на Иехудит Гольдберг. А в 1921 году Клибанов эмигрировал в подмандатную Палестину. В 1934 году Клибанов стал одним из основателей поселения Кирьят-Моцкин.
Будучи членом партии Общих сионистов, Клибанов был избран в кнессет 1-го созыва, где был членом законодательной комиссии и комиссии кнессета.
Через два года он был переизбран в кнессет 2-го созыва, возглавил парламентскую комиссию по трактованию и вошел в состав комиссии по иностранным делам и безопасности, сохранил членство в законодательной комиссии. Также получил пост заместителя спикера кнессета.
Более в кнессет не избирался, однако, после смерти депутата Хаима Ариава, Клибанов занял его место в парламенте, став членом законодательной комиссии и комиссии по образованию и культуре.
Скончался в 1966 году в городе Хайфа, Израиль. В честь него была названа одна из улиц Хайфы.